# Данилюк Юрій Зіновійович
Юрій Зіновійович Данилюк (17 липня 1958, Київ, Українська РСР, СРСР — 4 серпня 2005, Київ, Україна) — український історик, кандидат історичних наук, Заслужений працівник культури України (1993). Дослідник сторії тоталітаризму та політичних репресій, історичного краєзнавства, пам'яткознавства.

## Життєпис
Народився 17 липня 1958 року в Києві в родині службовців. Мати Неоніла Тріодіал — заслужений лікар УРСР. Батько Зіновій Данилюк — кандидат економічних наук, доцент кафедри історії КПРС і політекономії Київського медичного інституту.
Протягом 1965 - 1975 років навчався київській школі № 130 з поглибленим вивченням англійської мови.  У 1975 - 1980 роках навчався на історичному факультеті  Київського державного університету. Був кореспондентом газети "Київська правда". 
По завершенню навчання  був направлений в Інститут історії Академії наук УРСР на посаду стажиста - дослідника відділу історико - краєзнавчих досліджень, очолююваного академіком АН УРСР Петром Троньком. У липні 1982 року обіймав посаду молодшого наукового співробітника Інституту історії АН УРСР.   У 1991 році захистив кандидатськау исертацію  «Розвиток громадських форм історичного краєзнавства в 1960–1980-х рр.» під керівництвом — академіка НАН України Петро Тронька. Працював провідним науковим співробітником відділу регіональних проблем історії України Інституту історії України НАН України.
Постановою Кабінету Міністрів України № 530 від 11 вересня 1992 р. була утворена Головна редакційна колегія науково-документальної серії книг «Реабілітовані історією» у складі 22 осіб, яку очолив академік НАН України Петро Тронько. Заступником став Юрій Данилюк. Був керівником Центру з розробки архівів колишніх радянських спецслужб НАН України, головним редактором журналу «З архівів ВУЧК–ГПУ–НКВД–КГБ», членом редколегій низки наукових періодичних видань.
У 1991 році на І установчому з'їзді обраний заступником Голови правління Всеукраїнської спілки краєзнавців.
Нагороджений орденом «За заслуги» ІІІ ступеню.

## Публікації
- Данилюк Ю. З. Опір духовенства і віруючих Російської православної церкви конформістські настроєним ієрархам РПЦ (50-80-ті рр. ХХ ст.) // Історія України. Маловідомі імена, події, факти. — Київ Інститут історії України НАН України, 2005. — № 31. — c.175 [Архівовано 1 червня 2016 у Wayback Machine.]
- Данилюк Ю. ОСНОВНІ ЕТАПИ РЕАБІЛІТАЦІЇ ГРОМАДЯН ПОЛЬСЬКОЇ НАЦІОНАЛЬНОСТІ, РЕПРЕСОВАНИХ У 2-й пол. 40-х -поч. 50-х pp. // Історіографічні дослідження в Україні. — К.: Ін-т історії України НАН України, 2003. — № 13. — c.398 [Архівовано 1 червня 2016 у Wayback Machine.]
- Тронько П., Данилюк Ю. Українське краєзнавство: історія, традиції, сучасність // Спеціальні історичні дисципліни. — К.: Інститут історії України, 1997. — № 1. — c.36. [Архівовано 1 червня 2016 у Wayback Machine.]
- Данилюк Ю. З., Реєнт О. П., Рубльов О. С. 60-річчя Інституту історії України НАНУ (1996 р.) // Український історичний журнал. — Київ, «Наукова думка», 1997. — № 1. — c.154. [Архівовано 1 червня 2016 у Wayback Machine.]
- Данилюк Д. Д., Ілько В. І. Оцінка творчої спадщини Ю. І. Гуци-Венеліна у вітчизняній історичній літературі // Український історичний журнал. — К.: «Наукова думка», 1992. — № 3. — c.39. [Архівовано 1 червня 2016 у Wayback Machine.]
- З любов"ю до України [Текст] / Нац. акад. наук України, Ін-т історії України ; упоряд. Ю. З. Данилюк, Є. М. Скляренко ; ред. В. А. Смолій [и др.]. — К. : Рідний край, 1995. — 264 с.
- Кримські татари. 1944-1994 рр. [Текст]: статті. Документи. Свідчення очевидців / Нац. акад. наук України, Ін-т історії України ; відп. ред. Ю. З. Данилюк [та ін.]. — К. : Рідний край, 1995. — 363 с.
- Микола Федорович Сумцов (1854—1922) [Текст]: бібліографічний покажчик / Ін-т історії України Нац. акад. наук України, Харків. держ. наук. б-ка ім. В. Г. Короленка ; уклад. Н. І. Полянська [та ін.] ; наук. ред. Ю. З. Данилюк, В. З. Фрадкін. — К. : Рідний край, 1999. — 252 с.
- Бажан, О. Г. Український національний рух: основні тенденції і етапи розвитку (кінець 1950-х — 1980-ті рр.) / О. Г. Бажан, Ю. З. Данилюк ; Нац. акад. наук України, Ін-т історії України, Головна редакційна колегія серії книг «Реабілітовані історією». — К. : Рідний край, 2000. — 233 с. [Архівовано 8 квітня 2016 у Wayback Machine.]
- Бажан, О. Г. Випробування вірою. Боротьба за реалізацію прав і свобод віруючих в Україні в другій половині 1950-х — 1980-ті рр. [Текст] / О. Г. Бажан, Ю. З. Данилюк ; Нац. акад. наук України, Ін-т історії України, Головна редакційна колегія науково-документальної серії книг «Реабілітовані історією». — К. : [б.в.], 2000. — 329 с.
- Данилюк, Ю. З. Опозиція в Україні (друга половина 50-х — 80-ті рр. ХХ ст.) / Ю. З. Данилюк, О. Г. Бажан ; Нац. акад. наук України, Ін-т історії України, Головна редакційна колегія науково-документальної серії книг «Реабілітовані історією». — К. : Рідний край, 2000. — 616 с. [Архівовано 1 червня 2016 у Wayback Machine.]
- Краєзнавство в Україні: сучасний стан і перспективи: науковий збірник / А. І. Байраківський [та ін.] ; ред. кол. П. Т. Тронько [та ін.] ; Нац. акад. наук України, Ін-т історії України, Міжрегіон. акад. упр. персоналом, Всеукр. спілка краєзнавців. — К. : Видавничий центр «Академія», 2003. — 231 с.
- Зневажена Кліо [Текст]: збірник / Нац акад. наук України, Ін-т історії України ; голов. ред. Ю. З. Данилюк. — К. : [б.в.], 2005. — 594 с.
- Історія України: Маловідомі імена, події, факти [Текст]: зб. ст. / відп.ред. П. Т. Тронько [та ін.] ; Нац. акад. наук України, Ін-т історії України. — К. : Рідний край, 2000 . Вип. 10 / Головна редакційна колегія науково-документальної серії книг «Реабілітовані історією» ; відп. ред. Ю. З. Данилюк. — [Б. м.]: [б.в.], 2000. — 552 с.
- Збережемо тую славу. Громадський рух за увічнення історії українського козацтва в другій половині 50‑х — 80‑х рр. ХХ ст. Збірник документів та матеріалів. — К.: Рідний край, 1997. — 474 с.
- Тернистим шляхом до храму: Олесь Гончар в суспільно-політичному житті України 60-80-ті рр. ХХ ст.: Збірник док. та матеріалів./ Упоряд.: П. Т. Тронько, О. Г. Бажан, Ю. З. Данилюк — К., 1999. — 304 с
- Операція «Френтік». З історії бойової співдружності військово-повітряних сил СРСР і США, цивільного населення України в роки Другої світової війни. Зб. документів і матеріалів / Упоряд. та автори коментарів: О. Г. Бажан, Ю. З. Данилюк, Д. П. Кальний, Р. Ю. Подкур. — К.: Рідний край, 1998. — 484 с.
- На скрижалях історії: З історії взаємозв'язків урядових структур і громадських кіл України з українсько-канадською громадою в другій половині 1940—1980‑ті роки. Зб. док. та матеріалів. — К., 2003. — 868 с.
- Данилюк Ю. З. Развитие общественных форм исторического краеведения на Украине (конец 50‑х — 80‑е годы): Автореф. дис… канд. ист. наук: 07.00.02 / Харьковский государственный университет им. А. М. Горького. — Харьков, 1991. — 17 с.
- Репресоване краєзнавство (20–30‑і рр.) / Ін-т історії України НАНУ; Редкол.: П. Т. Тронько (гол.) та ін. — К.: Рідний край, 1991. — 506 с.
- Реабілітовані історією / Ін-т історії України НАН України; Відп. ред. П. Т. Тронько. — К.; Полтава: «Рідний край», 1992. — 402 с.
- Масові незаконні репресії 20‑х — початку 50‑х років на Полтавщині / Г. К. Ковтун, В. А. Войналович, Ю. З. Данилюк // Реабілітовані історією / АН України. Ін-т історії України та ін.; Редкол.: П. Т. Тронько (відп. ред.) та ін. — К.; Полтава: Рідний край, 1992. — С. 5–49.
- Історичне краєзнавство в Українській РСР. — К., 1989 (у співавт.).
- Досвід і проблеми охорони пам'яток історії та культури в Українській РСР. — К., 1989 (у співавт.).
- Пам'ятники історії і культури Української РСР. — К., 1987 (у співавт.)..
- Реабілітовані історією. Рівненська область [Текст] / головна редкол.: Тронько П. Т. (голова) [та ін.]. — Рівне: Рівненська друкарня, 2006 . — (Науково-документальна серія книг «Реабілітовані історією»: у 27 т.). Кн. 1 / обл. редкол.: Королюк В. М. [та ін.] . — 2006. — 578 с.
- Реабілітовані історією [Текст]: [збірник] / Акад. наук України, Ін-т історії України [та ін.] ; [редкол.: П. Т. Тронько (відп. ред.) та ін.]. — К. ; Полтава: Рідний край, 1992. — 401, [23] с.
- Реабилитированные историей. Автономная Республика Крым [Текст] / голов. редкол.: Тронько П. Т. (голова) [та ін.]. — К. ; Симф. : [б. и.], [2006] . — (Научно-документальная серия книг «Реабилитированные историей»: в 27 т.). Кн. 3 / [Акулов М. Р. и др.] ; редкол. Автономной Республики Крым: Антипенко В. П. (председатель) [и др.]. — Симф. : АнтиквА, 2007. — 383 с.
- Реабілітовані історією. Миколаївська область [Текст] / [голов. редкол.: Тронько П. Т. (голова) та ін.]. — К. ; Миколаїв: Світогляд, 2005 . — (Науково-документальна серія книг «Реабілітовані історією»: у 27 т.). — ISBN 966-8837-10-Х серія. Кн. 2 / обл. редкол.: Карцев С. М. (голова) [та ін.]. — 2006. — 707 с.
- Реабілітовані історією. Миколаївська область [Текст] / [голов. ред. кол: Тронько П. П. (голова) та ін.]. — К. ; Миколаїв: Світогляд, 2005 . — (Науково-документальна серія книг «Реабілітовані історією»: у 27 т.). — ISBN 978-966-8837-06-01. Кн. 5 / Нац. акад. наук України, Ін-т історії України Нац. акад. наук України [та ін.] ; [обл. ред. кол.: Круглов М. П. (голова) та ін.]. — 2010. — 653 с.
- Реабілітовані історією. Миколаївська область [Текст] / [голов. редкол: Тронько П. Т. (голова) та ін.]. — К. ; Миколаїв: Світогляд, 2005 . — (Науково-документальна серія книг «Реабілітовані історією»: у 27 т.). Кн. 1 / обл. ред. кол.: Садиков О. В. (голова) [та ін.]. — 2005. — 870 с.
- Всеукраїнська спілка краєзнавців. З'їзд (3 ; 2003 ; Київ). III з'їзд Всеукраїнської спілки краєзнавців (29-30 жовтня 2003 року) [Текст]: матеріали та документи / Всеукр. спілка краєзнавців ; [упоряд.: Олег Бажан, Володимир Дмитрук, Анатолій Ситник ; редкол.: П. Т. Тронько (голов. ред) та ін.]. — К. : Академія, 2004. — 158 с.
- Петр Тимофеевич Тронько [Текст] / Акад. наук УССР ; вступ. ст. И. И. Минца, В. А. Горбика ; библиогр. указ. сост. Ю. З. Данилюк ; [отв. ред. чл.-кор. АН УССР Ф. П. Шевченко]. — К. : Наукова думка, 1986. — 55 с.
- Реабілітовані історією. Кіровоградська область [Текст] / головна редкол.: Тронько П. Т. [та ін.]. — Київ ; Кіровоград: Антураж А, 2004 . — (Науково-документальна серія книг «Реабілітовані історією»: у 27 т.). Кн. 4 : Олександрівський, Олександрійський, Онуфріївський, Петрівський райони / Нац. акад. наук України, Ін-т історії України НАН України [та ін.] ; обл. редкол.: Черниш В. О. (голова) та ін. ; наук.-ред. від. підгот. тому: Бондар В. В. [та ін.] ; [упоряд. В. Бондар]. — 2007. — 522 с.
- Реабілітовані історією. Кіровоградська область [Текст] / головна редкол.: Тронько П. Т. [та ін.]. — Київ ; Кіровоград: Антураж А, 2004 . — (Науково-документальна серія книг «Реабілітовані історією»: у 27 т.). Кн. 3 : Маловисківський, Новгородківський, Новоархангельський, Новомиргородський, Новоукраїнський райони / обл. редкол.: Черниш В. О. (голова) та ін. ; наук.-ред. від. підгот. тому: Бондар В. В. [та ін.] [упоряд. В. Бондар]. — 2005. — 535 с.
- Реабілітовані історією. Кіровоградська область [Текст] / головна редкол.: Тронько П. Т. (голова) [та ін.]. — Київ ; Кіровоград: Антураж А, 2008 . — (Науково-документальна серія книг «Реабілітовані історією»: у 27 т.). Кн. 2 : Добровеличківський, Долинський, Знам'янський, Кіровоградський, Компаніївський райони / обл. редкол.: Неділько С. М. (голова) та ін. ; наук.-ред. від. підгот. тому: Бондар В. В. [та ін.] ; [упоряд. В. Бондар]. — 2004. — 537 с.
- Реабілітовані історією. Черкаська область [Текст] / головна редкол.: Тронько П. Т. [та ін.] ; Нац. акад. наук України, Ін-т історії України. — Київ ; Черкаси, 2006 . — (Науково-документальна серія книг «Реабілітовані історією»: у 27 т.). — ISBN 966-7036-65-0. Кн. 1 / Черкас. облрада і облдержадмін. ; Черкас. обл. редкол.: Овчаренко М. С. (голова) [та ін.] ; Черкас. обл. ред.-вид. група підгот. тому: Жук П. М. [та ін.]. — Сміла: Тясмин, 2006. — 598 с.
- Реабілітовані історією. Черкаська область [Текст] / голов. редкол.: Тронько П. Т. [та ін.] ; Нац. акад. наук України, Ін-т історії України [та ін.]. — Київ ; Черкаси, 2006 . — (Науково-документальна серія книг «Реабілітовані історією»: у 27 т.). — ISBN 966-7036-65-0. Кн. 5 / Черкас. облдержадмін., Черкас. облрада ; Черкас. обл. редкол.: Гаман П. І. (голова) [та ін.] ; ред.-вид. група підгот. тому: Жук П. М. [та ін.]. — Черкаси: Черкас. ЦНТЕІ, 2006. — 451 с.
- Реабілітовані історією. Миколаївська область [Текст] / [голов. редкол.: Тронько П. Т. (голова) та ін.]. — Київ ; Миколаїв: Світогляд, 2005 . — (Реабілітовані історією: наук.-докум. серія кн. : у 27 т.). — ISBN 978-966-8837-06-01. Кн. 6 / Зайцев Ю. О. [та ін.] ; голов. редкол.: Солдатенко В. Ф. (голова редкол.) [та ін.] ; [відп. ред. тому Макарчук С. С.] ; Нац. акад. наук України, Ін-т історії України НАН України [та ін.]. — 2013. — 663 с.
- Реабилитированные историей. Автономная Республика Крым [Текст] / голов. редкол.: Тронько П. Т. (голова) [та ін.]. — Киев ; Симферополь, [2006] . — (Реабилитированные историей: науч.-докум. сер. кн. : в 27 т.). Кн. 8 / [Д. В. Омельчук (рук.) и др.] ; голов. редкол.: Солдатенко В. Ф. (голова) [и др.] ; Нац. акад. наук Украины, Ин-т истории Украины [и др.]. — Киев ; Симферополь: Ин-т истории Украины НАН Украины, 2014. — 442, [4] с.
- Реабилитированные историей. Автономная Республика Крым [Текст] / голов. редкол.: Тронько П. Т. (голова) [та ін.]. — Киев ; Симферополь, [2006] . — (Реабилитированные историей: науч.-докум. сер. кн. : в 27 т.). Кн. 4 / [Акулов М. Р. и др.] ; редкол. АР Крым: Умрихина Т. В. (председатель) [и др.]. — Симферополь: АнтиквА, 2007. — 382, [1] с.

## Відзнаки
- орден «За заслуги» III ступеню,
- Заслужений працівник культури України
- лауреат Премії імені Петра Тронька (посмертно, 2013)
- відзначався відомчими нагородами міністерств та відомств.